# مارکو میریچ
مارکو میریچ (صربی: Marko Mirić؛ زادهٔ ۲۶ مارس ۱۹۸۷) بازیکن فوتبال اهل صربستان است.
از باشگاه‌هایی که در آن بازی کرده‌است می‌توان به باشگاه فوتبال مینسک، باشگاه فوتبال بوراتس بانیا لوکا، باشگاه فوتبال ستاره سرخ بلگراد، باشگاه فوتبال اسلاون بلوپو، و باشگاه فوتبال لوکرن اوست والاندرن اشاره کرد.
وی همچنین در تیم ملی فوتبال صربستان بازی کرده‌است.